# Pleuretra triangularis
Pleuretra triangularis is een raderdiertjessoort uit de familie Philodinidae. De wetenschappelijke naam van deze soort is voor het eerst geldig gepubliceerd in 1913 door Murray.